# Jaera tapaja
Jaera tapaja är en fjärilsart som beskrevs av Saunders 1858. Jaera tapaja ingår i släktet Jaera och familjen juvelvingar. Inga underarter finns listade i Catalogue of Life.